# Reinier Timman
Reinier Timman (Den Helder, 6 mei 1917 – Delft, 9 november 1975) was een Nederlands wiskundige. 

## Levensloop
Timman studeerde van 1934 tot 1938 wiskunde aan de Gemeente Universiteit van Amsterdam. In 1946 promoveerde hij aan de Technische Hogeschool Delft tot doctor in de technische wetenschappen op het proefschrift Beschouwingen over de luchtkrachten op trillende vliegtuigvleugels. Hij was van 1952 tot aan zijn overlijden hoogleraar zuivere en toegepaste wiskunde en de mechanica aan die hogeschool (thans Technische Universiteit Delft). Timman was getrouwd met de wiskundige Anna Petronella de Leeuw, een huwelijk waaruit drie jongens en een meisje geboren werden. Een van zijn zoons is de bekende schaker Jan Timman.
- Biografisch Portaal: 75583296
- Gemeinsame Normdatei: 172418348
- International Standard Name Identifier: 0000 0000 8241 1508
- Library of Congress Control Number: n85076088
- Mathematics Genealogy Project: 113485
- Nederlandse Thesaurus van Auteursnamen: 071367993
- Système universitaire de documentation: 19835066X
- Virtual International Authority File: 58042915
- WorldCat: E39PBJk8VTKtBBtgBHFM6KXKh3